# 朝倉市営火葬場梅香苑
朝倉市営火葬場梅香苑（あさくらしえいかそうばばいかえん）とは、福岡県朝倉市にある朝倉市運営の火葬場・斎場である。

## 所在地
- 福岡県朝倉市堤4-6

## 概要
旧甘木市の火葬場で市街地から程近い場所の山の上にある。

## 施設
火葬炉
遺族控え室無料
斎場なし→別途通夜告別式斎場を手配する必要あり。
遺体安置室→なし

## 交通アクセス
- 西鉄甘木線甘木駅、甘鉄甘木駅から4km、車で10分

## 葬儀・火葬が行われた有名人
- 香川伸行（火葬のみ）